# Informática en salud
La informática en salud o informática médica es la aplicación de la informática y las comunicaciones al área de la salud mediante el uso del software médico, y forma parte de las tecnologías sanitarias. Su objetivo principal es prestar servicio a los profesionales de la salud para mejorar la calidad de la atención sanitaria.

## Características
Es la intersección de las ciencias de la información, las ciencias de la computación y la atención de la salud. Se ocupa de los recursos, los dispositivos y los métodos necesarios para optimizar la adquisición, almacenamiento, recuperación e utilización, de la información en salud y en biomedicina. Los instrumentos informáticos de la salud incluyen no solo los ordenadores, sino también guías de práctica clínica, terminología médica formal ,terminología en sistemas de información y de comunicación.
Existen varias formas de definir a la informática médica. Enrico Coiera la define como «el estudio de cómo el conocimiento médico multidisciplinario es creado, conformado, compartido y aplicado».
La informática médica se apoya actualmente en las tecnologías de la información o comunicación (TICs), y por ello se denomina  e-salud, telesalud y telemedicina.  
La informática médica debe aportar un sistema de conocimientos y habilidades para mejorar las capacidades científicas, investigativas y operativas de los profesionales de la salud, sin embargo, estos objetivos se lograrán en la medida en que esta disciplina no se perciba como algo añadido al plan de estudios, sino como un elemento que se integra a éste, aportando a los objetivos de las demás disciplinas y recibiendo a la vez sus influencias, de esta forma llevando a cabo la interdisciplinariedad, los futuros profesionales, pueden explotar las posibilidades que le ofrece esta ciencia en desarrollo.

## Ética de la informática en la salud
En el mundo de la salud, a la hora de implementar la tecnología y software para la mejora de atención médica, se plantean numerosas cuestiones éticas que deben tenerse en consideración.
La ética de la informática médica se refiere a los principios y valores que guían dicha implementación y uso de la tecnología proporcionada en el campo de la salud. A continuación, veremos unos ejemplos:

### Privacidad y confidencialidad
La protección de la privacidad de los datos del paciente es de suma importancia, es esencial garantizar que la información médica esté resguardada contra cualquier acceso no autorizado y que se cumplan rigurosamente las leyes de protección de datos. 
Además, se deben implementar medidas de seguridad sólidas, como la encriptación de datos, para prevenir posibles violaciones de la privacidad. 
Asimismo, es fundamental mantener copias de seguridad periódicas en ubicaciones seguras. Esto no solo ayuda en situaciones en las que el sistema puede dejar de funcionar, sino también en casos de pérdida de datos debido a consecuencias físicas o ciberataques. 
Estas copias de seguridad son esenciales para garantizar la integridad y la disponibilidad de la información médica en todo momento.

### Equidad y acceso
Es crucial que la tecnología médica esté al alcance de todas las personas independientemente de sus sesgos, como su origen étnico, situación económica o ubicación geográfica. 
Asegurar la igualdad y la inclusividad de acceso a la atención médica digital desempeña un papel fundamental en la prevención de la ampliación de las disparidades en el cuidado de la salud.

### Consentimiento informado del paciente
El Consentimiento Informado es esencial ya que significa que antes de recopilar los datos de los pacientes, deben informarles sobre cómo se usarán esos datos y tener la opción de dar o negar su permiso. Esto garantiza la transparencia y el respeto a la privacidad del paciente ya que el consentimiento informado no solo es un requerimiento ético, sino que también tiene bases legales sólidas en muchas jurisdicciones. 
Los profesionales de la salud y los encargados de la informática médica deben respetar y documentar adecuadamente el consentimiento informado de los pacientes, asegurando así que se cumplan los más altos estándares de privacidad y ética en el tratamiento de datos médicos.

### Uso de la inteligencia artificial
A medida que pasa el tiempo la inteligencia artificial (IA)  se está volviendo más frecuente en nuestro día a día y en el mundo de la salud no es excepción. 
Es vital asegurar que los médicos mantengan su capacidad de juicio y no sean influenciados en exceso por la automatización. Los médicos deben ejercer su supervisión y, en última instancia, ser responsables de las decisiones clínicas, incluso cuando se basan en recomendaciones automatizadas.
Del mismo modo, los programadores de la informática médica tienen una responsabilidad ética en el desarrollo y mantenimiento de estos sistemas de inteligencia artificial. Deben garantizar la transparencia en los algoritmos utilizados, su entrenamiento y la forma en que se aplican.
Es esencial establecer medidas sólidas para la supervisión y evaluación constantes de la eficacia de estos sistemas ya que se trata de vidas humanas y, por ello, la seguridad y la efectividad de la inteligencia artificial en la toma de decisiones clínicas deben ser una prioridad constante.